# Ibirapitá de Artigas

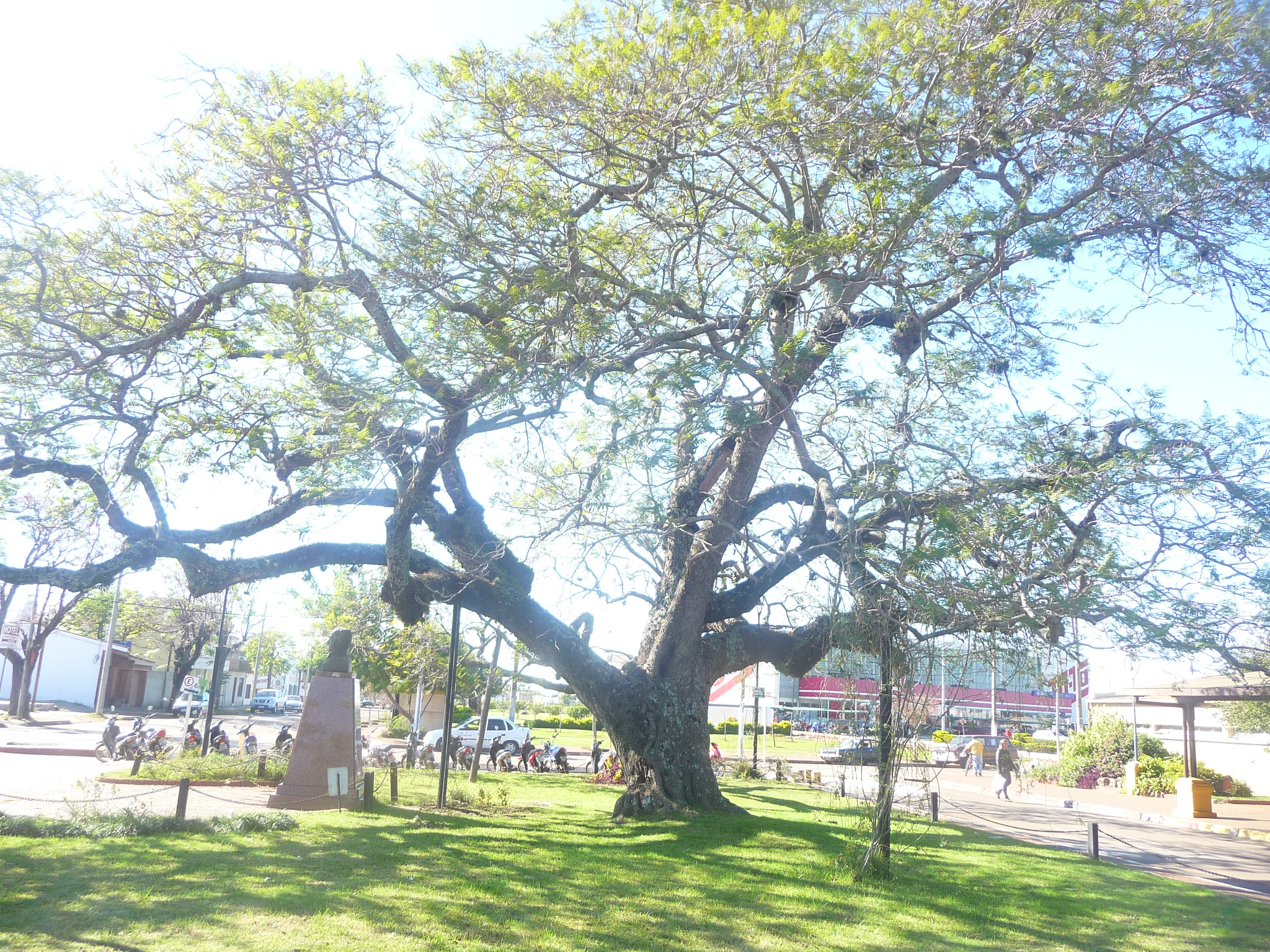

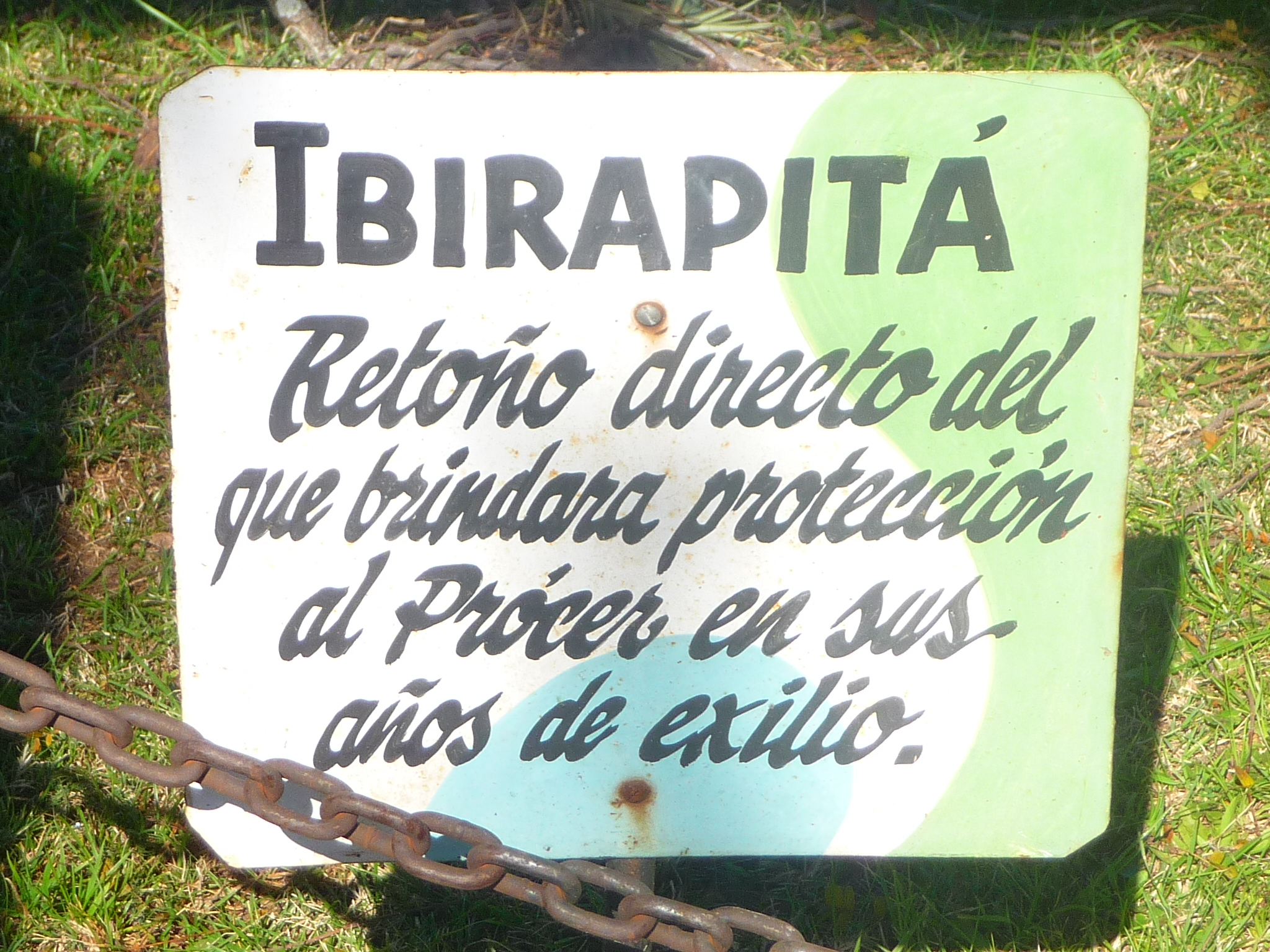

El ibirapitá de Artigas (ciudad),  es un árbol que se encuentra en dicha ciudad en la encrucijada de calles Luis Alberto de Herrera y Manuel Oribe y que es un retoño directo del árbol que según relatos históricos, fuera testigo de los últimos años del prócer uruguayo don José G. Artigas en Paraguay.
Del árbol que se encuentra en Paraguay se trajeron tres retoños por iniciativa del doctor Baltasar Brum el 14 de agosto de 1915. Plantado primeramente en la plaza José Batlle y Ordóñez, donde se encendían hogueras por la noche para brindarle al árbol el calor necesario para sobrevivir por tratarse de una especie tropical, fue reubicado enfrente a la estación del ferrocarril -actual terminal de ómnibus de Artigas- lugar donde floreció por primera vez en la primavera de 1942.

## El árbol en Paraguay
Este árbol se encuentra en el patio de lo que actualmente es una escuela llamada Solar de Artigas (cuyas maestras son uruguayas) y que en vida del prócer fuera una quinta de la presidencia paraguaya. Junto al mismo se encuentra, al igual que junto al árbol que está en Uruguay, un busto en homenaje al prócer.